# The Nightmare Continues E.P.
The Nightmare Continues E.P. – minialbum niemieckiego zespołu punkrockowego Die Toten Hosen, wydany w 1991 roku.

## Lista utworów
1. „Do Anything You Wanna Do” − 4:27 (Eddie and the Hot Rods)
2. „Blitzkrieg Bop” − 1:50 (Ramones)
3. „If the Kids Are United” − 3:08 (Sham 69)
4. „Baby Baby” − 3:13 (The Vibrators)

## Skład zespołu
- Campino – wokal
- Andreas von Holst – gitara
- Michael Breitkopf – gitara
- Andreas Meurer – gitara basowa
- Wolfgang Rohde – perkusja